# 串田えみ
串田 えみ（くしだ えみ、1982年〈昭和57年〉12月26日 - ）は、日本の女優、声優。タイムリーオフィス所属。熊本県出身。順心女子学園卒業。
2017年5月28日、お笑いコンビ・アイデンティティの見浦彰彦と結婚したことを発表した。

## 出演作品

### テレビドラマ
フジテレビ
- 花衣 夢衣

NHK BS
- ナイスダイ! - 由美

ドコモ用動画
- アマルフィ・ビギンズ

テレビ朝日
- TVのチカラ - 再現ドラマ

TBS
- 爆笑問題のバク天! - 再現ドラマ

日本テレビ
- 行列のできる法律相談所 - 再現ドラマ

### リポーター
tvkテレビ
- ハマランチョ - インフォマーシャルリポーター
- ハマナビ - リポーター

JCOM
- チバドキッ サブキャスター＆リポーター
- デイリーニュース

葛飾CATV
- こちら葛飾情報局 - サークルリポート

### 吹き替え
- 製パン王 キム・タック（ク・ジャリム）

### 舞台
- 蜷川幸雄演出「タンゴ・冬の終わりに」幻の観客役で出演（シアターコクーン）
- 劇団「東京ピチピチボーイズ」参加
- 企画「東京俳優市場」参加
- オフィスワンダーランド「OKINAWA1947」紀伊國屋ホール
- さいふうめいプロデュース公演「ITラプソディ」
- 成瀬活雄作演出「さよならの2月」
- 万本桜企画「サタデーナイトリベンジャー」「バカで愛しき演劇は板の上で雪のように」

### CM
- オリックス生命保険「キュア」（主婦バージョン）

### ネット
- ポッドキャスト「たいむりっすん！」
- ユーストリーム「タイムリー六本木TV」（出演＆ディレクター）